# لیتل الینگهم
لیتل الینگهم (به انگلیسی: Little Ellingham) یک محله مدنی و روستا در بریتانیا است که در Breckland District واقع شده‌است. لیتل الینگهم ۶٫۲۴ کیلومتر مربع مساحت و ۲۵۰ نفر جمعیت دارد.